# Kloschwitz (Weischlitz)
Kloschwitz è una frazione del comune tedesco di Weischlitz.

## Storia
Nel 1999 il comune di Kloschwitz venne aggregato al comune di Weischlitz.